# Granada F-1

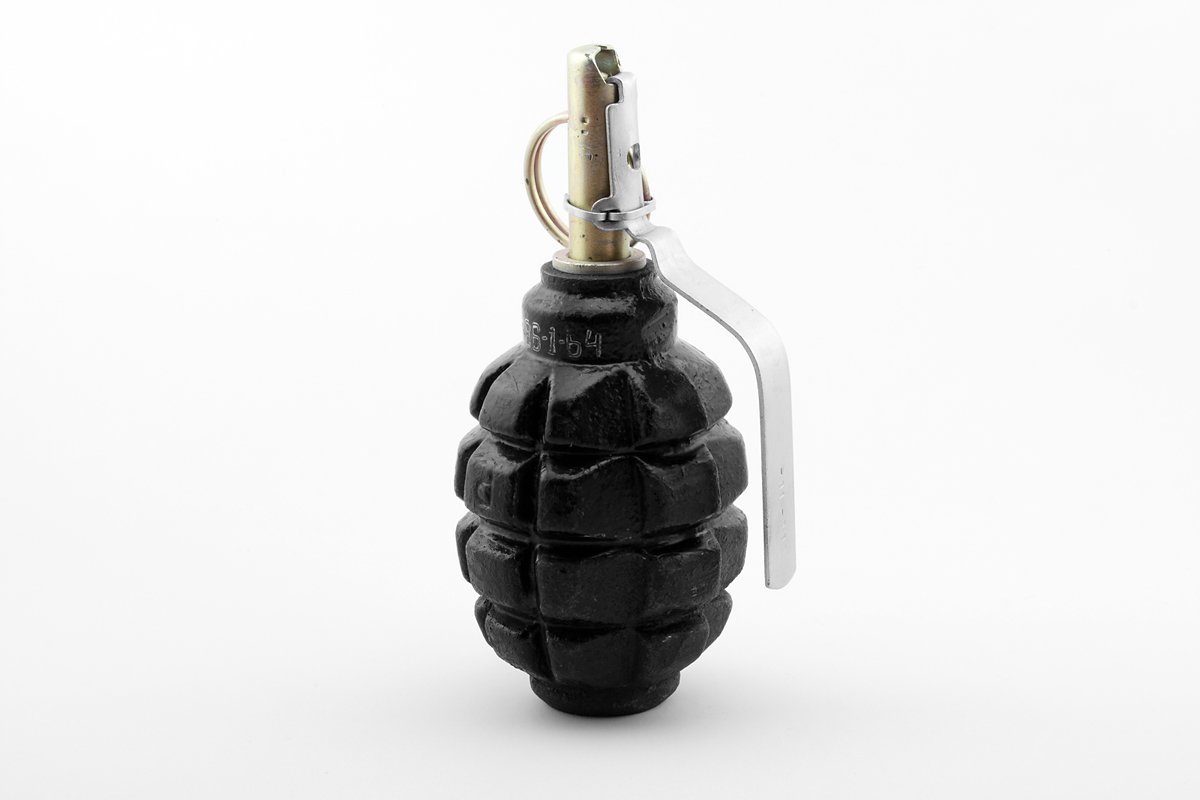
Granada de mano soviética F-1

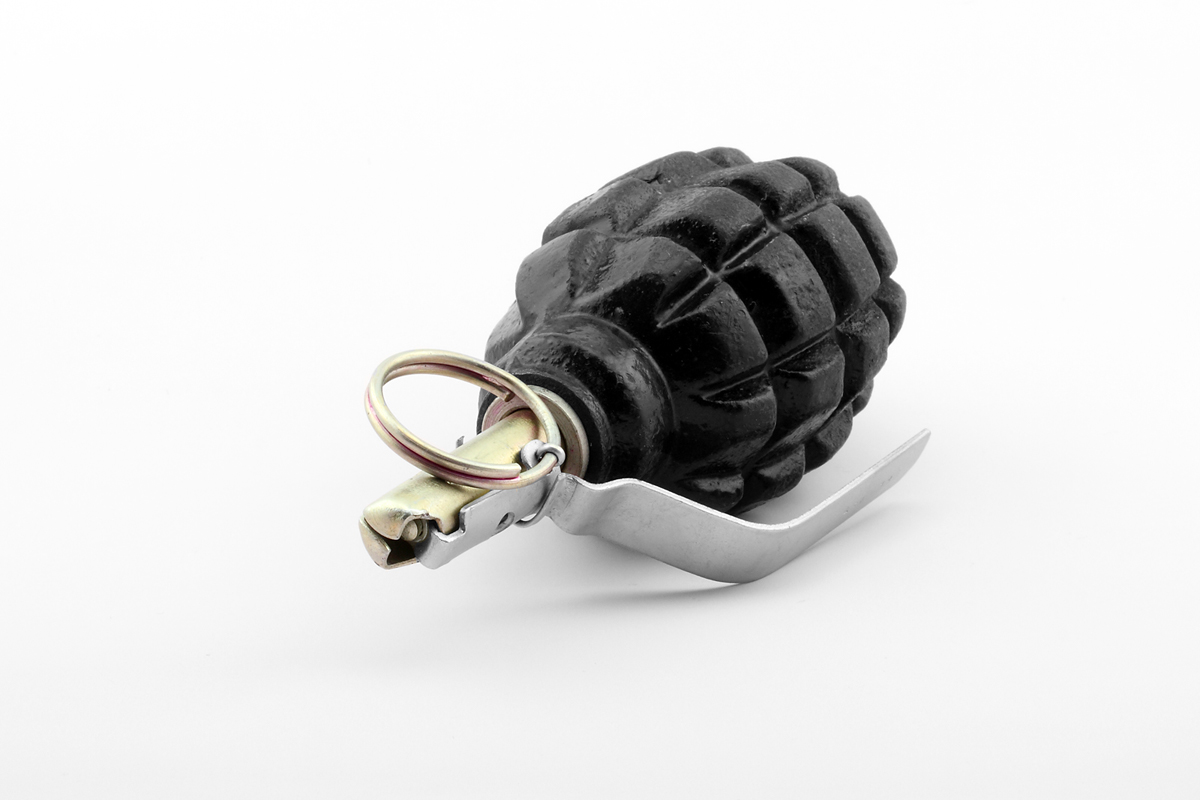
Granada de mano soviética F-1

La F-1, apodada limonka (granada limón) y  Efka (del ruso: Эфка) por la letra F, es una granada defensiva soviética. Está basada en la granada F1 francesa y contiene una carga explosiva de 60 g de trinitrotolueno. El peso total de la granada con la espoleta incluida es de unos 600 gramos. 

## Espoleta
La espoleta UZRGM es un modelo universal ruso, que también se utiliza en las granadas RG-41, RG-42 y RGD-5. El tiempo de acción estándar de esta espoleta es de 3,5 a 4 segundos. Sin embargo, las variantes de la UZRGM que están disponibles, dan tiempos entre cero (instantáneo, específico para usarse en trampas cazabobos) y 13 segundos. Se puede oír un fuerte "pop" cuando se activa la espoleta y la mecha empieza a arder. Además, se le puede instalar una espoleta MUV para trampa cazabobos en el brocal de la espoleta.

## Historia
La F-1 entró en servicio durante la Segunda Guerra Mundial y fue posteriormente rediseñada en la posguerra. Cuenta con una carcasa exterior de acero con acanaladuras para facilitar la fragmentación al momento de detonar y para evitar que se deslice de la mano. La distancia a la que puede lanzarse la granada es de unos 30-45 metros. El radio de la dispersión de la metralla es de hasta 200 metros. Por lo tanto, la granada tiene que ser lanzada desde una posición defensiva para evitar el daño.
La granada F-1 ha sido suministrada a diversos países extranjeros en los últimos años, incluyendo Irak y otras naciones árabes, habiendo distintas variantes de producción según el país de origen (en términos de acabado, marcas y diseño de la cuchara/palanca). Aunque obsoleta y ya fuera de producción[cita requerida], todavía se pueden encontrar en zonas de combate.

## Usuarios
- Unión Soviética
- Azerbaiyán - Después de declarar la independencia, el ejército azerbaiyano todavía tenía granadas soviéticas F-1. En 2017, se anunció que las granadas F-1 habían comenzado a fabricarse en Azerbaiyán[5]
- Cuba[cita requerida]
- Rusia[6]
- Ucrania - Después de que Ucrania declaró su independencia, el ejército ucraniano se quedó con granadas soviéticas F-1. El 9 de septiembre de 2024 se anunció que en Ucrania se habían comenzado a fabricar granadas F-1[7]